# طلعت تاج‌الدین
طلعت تاج‌الدین، مفتی اعظم روسیه و رئیس اداره مرکزی روحانی مسلمانان روسیه است.